# Prohylesia zikani
Prohylesia zikani är en fjärilsart som beskrevs av Max Wilhelm Karl Draudt 1929. Prohylesia zikani ingår i släktet Prohylesia och familjen påfågelsspinnare. Inga underarter finns listade i Catalogue of Life.